# Michail Tuchačevskij
Michail Nikolajevič Tuchačevskij (rusky Михаил Николаевич Тухачевский, 4. únorajul./ 16. února 1893greg. Alexandrovskoje – 12. června 1937 Moskva) byl ruský a posléze sovětský vojenský velitel. Na přelomu 20. a 30. let 20. století byl hlavní motor reforem Rudé armády. Je považován za jednoho z nejschopnějších velitelů Rudé armády (i když o míře jeho schopností ve srovnání se zahraničím se vedou spory).[zdroj⁠?!] Byl nazýván „Rudým Napoleonem“. Každopádně byl mnohem schopnější, než jeho nástupci řídící vývoj a reformy Rudé armády, maršálové Vorošilov a Kulik.[zdroj⁠?!] Stal se jednou z nejznámějších obětí Stalinovy Velké čistky.

## Život

### Do roku 1920

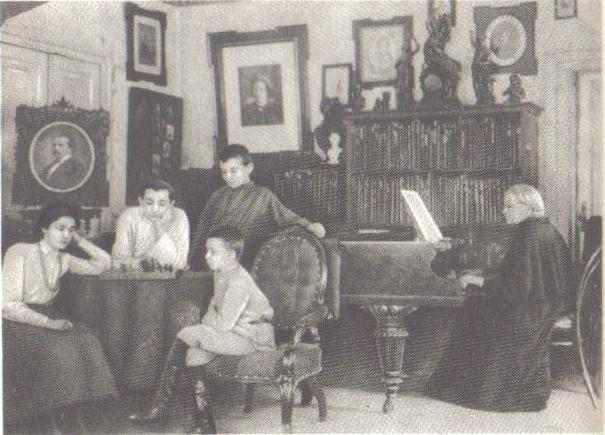
Tuchačevského rodina v roce 1904

Tuchačevskij se narodil v Alexandrovskoje v Safonovském okrese (v dnešní ruské Smolenské oblasti) do chudé šlechtické rodiny. Legenda uvádí, že jeho rodinu založil vlámský hrabě, který během křižáckých výprav skončil na východě a před usazením v Rusku si vzal tureckou manželku. Jeho pradědeček Alexander Tuchačevskij (1793–1831) sloužil jako plukovník v ruské carské armádě. Byl ruského původu.
V roce 1914 dokončil studia na vysoké škole a připojil se ke strážnímu pluku. Během první světové války dostal několik vyznamenání za odvahu v bitvách. V únoru 1915 byl zajat Němci. Čtyřikrát utekl z tábora, potom jej jako nepolepšitelného zavřeli do ingolstadtské pevnosti, kde se mimo jiné setkal s Charlesem de Gaullem. Jeho pátý útěk byl úspěšný, do Ruska se vrátil v roce 1917. Po bolševické revoluci se připojil k bolševikům. Díky tomu se stal důstojníkem Rudé armády a rychle postupoval na stupnici vojenských hodností díky svým vojenským schopnostem.
Během ruské občanské války byl zodpovědný za obranu Moskvy. Lev Trockij mu svěřil do rukou velení Páté armády. Vedl kampaň, jejímž cílem bylo dobytí Sibiře z rukou admirála Alexandra Kolčaka, poté se podílel na tažení proti generálu Antonu Děnikinovi na Krymu.

### 20. léta 20. století

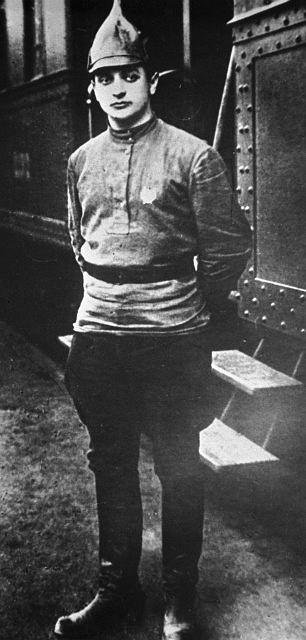
Tuchačevskij v roce 1920

Velel Rudé armádě během rusko-polské války v roce 1919–1921. Probil se až k Varšavě, kde však byla jeho vojska zcela zničena polskými jednotkami vedenými maršálem Piłsudským. Během této války se poprvé dostal do sporu se Stalinem. Nejdříve se spolu přeli o jednotky, neboť Stalin velel útoku na Lvov a protože úkol zvládal jen těžko, odebíral na základě své politické funkce jednotky Tuchačevského skupině útočící na Varšavu. Po bitvě se navzájem obviňovali ze zavinění neúspěchu ve válce, prohra v bitvě o Varšavu se ukázala být rozhodující. Tuchačevskij byl kritizován za to, že neměl dostatečnou kontrolu nad svými jednotkami a že připustil obklíčení a zničení svého uskupení. Sám pak namítal, že si nemohl z politických důvodů vybrat vhodné velitele svých divizí a poukazoval na to, že Stalin svévolně a bez jeho vědomí odebral jeho levému křídlu Buďonného jízdní armádu a kriticky je tak oslabil (průlom na této části bojiště pak rozhodl bitvu). Zde vzniklo nepřátelství mezi Stalinem a Tuchačevským, které zřejmě nikdy neskončilo. Na druhé straně všechny tyto okolnosti nemohou popřít fakt jeho vlastního hrubého selhání, když u Varšavy slepě nakráčel do pasti, kterou mu Piłsudski nastražil, a prakticky po celou dobu postupoval přesně podle jeho plánů a předpokladů.
Po porážce u Varšavy se ještě pokoušel zvrátit situaci, jeho narychlo nově utvořená armáda však byla rozdrcena v bitvě na řece Němen a bolševické Rusko bylo přinuceno požádat nejprve o příměří a posléze i o mír za splnění polských podmínek. Po občanské válce Tuchačevského jednotky s velkou krutostí potlačily některé rolnické rebelie v zemi a zejména pak rozdrtily povstání v Kronštadtu (1921).

### Reformátor Rudé armády
V letech 1925–1928 byl hlavou výboru Rudé armády a jako zástupce komisaře pro obranu. Snažil se přetvořit Rudou armádu v dobře fungující, profesionální vojsko a napsal několik teoretických knih o moderním válečnictví, zejména o tankové válce, v nichž stavěl na podobných základech jako britská a německá tanková škola. Ovšem po celou tuto dobu, i v následujících letech musel překonávat odpor staré školy a amatérů: zejména Vorošilova, Buďonného a Kulika.
V roce 1931 mu byla svěřena hlavní role při reformě armády a vojenství. Snažil se prosadit své moderní pojetí vojenské strategie a způsobu nasazení tanků a letectva. Prosazoval taktiku „hloubkových operací“ vytvořenou jeho blízkým přítelem, V. Triandafillovem (zahynul v roce 1931 při leteckém neštěstí). Tato taktika v průběhu 2. světové války výrazně přispěla k zničení nacistických vojsk. Byl velkým propagátorem a teoretikem v oblasti tankové války. Jako náčelník zbrojní komise provedl zásahy do modernizace a výzbroje Rudé armády, které podstatně rozšířily tanková vojska (v době jeho nástupu do této funkce v roce 1932 Rudá armáda disponovala 4 000 tanky, v roce 1936 již 10 000 tanky). Společně s J. Jakirem vytvořil první výsadkové jednotky na světě (poprvé představeny na vojenském cvičení na Ukrajině 1935 za přítomnosti britských a amerických důstojníků). Měl velký podíl na ústupu od jezdeckých sborů a motorizaci Rudé armády.

### Pád
V roce 1935 se dostal na vrchol, kdy byl povýšen na maršála SSSR. V lednu 1936 postupně navštívil Británii, Francii a Německo. Údajně se na těchto cestách spojil s mimoruskými odbojovými organizacemi a začal kout plány proti samotnému Stalinovi a jeho režimu (tak bylo alespoň odůvodňováno jeho zatčení). 22. května 1937 byl uvězněn a obviněn za spolupráci s trockisty a špionáže ve prospěch nacistického Německa.  Po tajném vyšetřování byl společně s dalšími 7 veliteli (Jona Jakir, Vitovt Putna, August Kork, Vitalij Primakov, Robert Eidmann, Boris Feldman, Jeronim Uborevič; Jakov Gamarnik spáchal sebevraždu před procesem) popraven dne 12. června 1937. Dne 31. ledna 1957 byl rehabilitován.

## Kritika

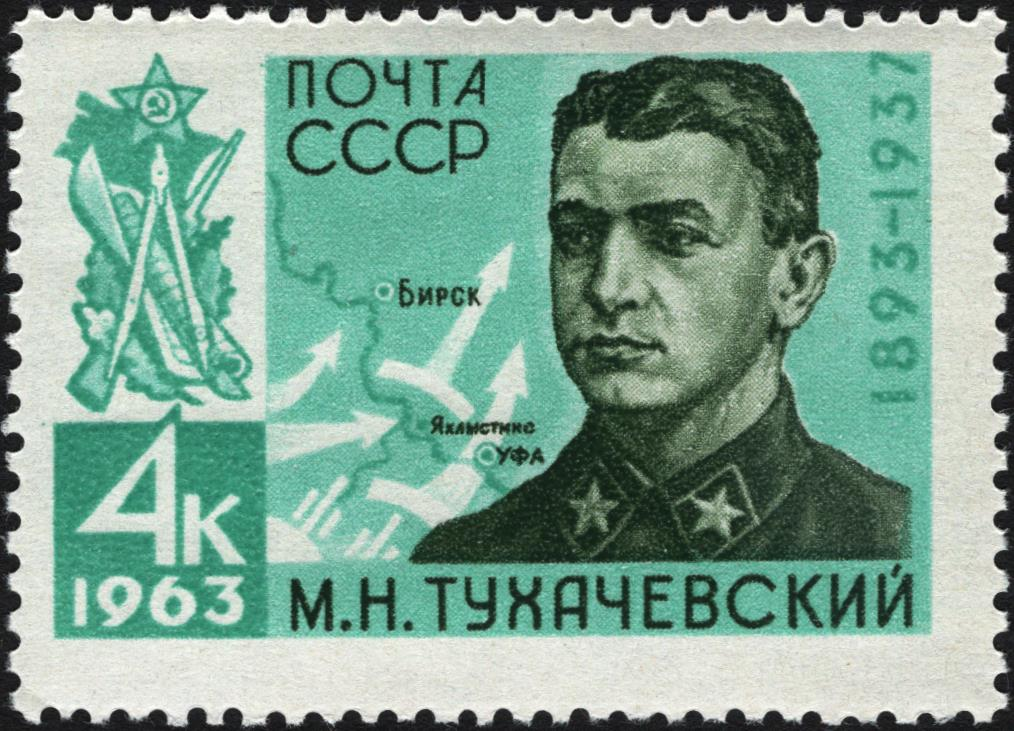
Sovětská poštovní známka z roku 1963

Bývá kritizován i vychvalován z různých směrů. Nelze mu upřít obrovský podíl na modernizaci Rudé armády, která ji zachránila v době 2. světové války. Stejně tak mu nelze upřít zásluhy v oblasti vojenské teorie, válečného umění a praxe.
Kritikové mu vytýkají fanatičnost a krvelačnost (např. Viktor Suvorov: Očista), podíl na potlačení Kronštadtského povstání, tambovské rebelie a především povstání rolnictva ve 30. letech během hladomoru.
Jiní historici a armádní veteráni o něm hovoří jako o vzdělanci, elitním odborníkovi a kulturně založeném člověku (např. Lev Nikulin) – Tuchačevskij byl houslista, zajímal se o astronomii a i meteorologii. Jako na přítele na něj vzpomíná skladatel Dmitrij Šostakovič ve svých pamětech.